# پی‌سی‌لینوکس‌اواس
پی‌سی‌لینوکس‌اواس (به انگلیسی: PCLinuxOS) که گاهی به اختصار به آن پی‌سی‌لوس هم می‌گویند، یک توزیع گنو/لینوکس با میزکار پلاسمای کی‌دی‌ای است. این سیستم‌عامل آزاد با هدف سادگی برای کامپیوترهای شخصی ساخته شده‌است. پی‌سی‌لوس تقریباً به صورت غلطان منتشر می‌شود.

## ویژگی‌ها
پی‌سی‌لوس به صورت یک سی‌دی زنده منتشر می‌شود که می‌توان آن را بر روی رایانه نیز نصب کرد. پی‌سی‌لینوکس‌اواس از برنامهٔ مدیریت بستهٔ APT-RPM استفاده کرده که در اصل همان ای‌پی‌تی(APT) از توزیع دبیان است که تغییر یافته تا با بسته‌های RPM کارکند و همراه با رابط گرافیکی کاربر سینپتیک عمل نصب نرم‌افزار را برای کاربر ساده می‌کند. مخازن پی‌سی‌لوس شامل بیش از ۱۲۰۰۰ بستهٔ نرم‌افزاری آرپی‌ام است.

## سیستم مورد نیاز برای نصب
پی‌سی‌لوس روی رایانه‌هایی که دارای این مشخصات باشند قابل اجراست:
- هر پردازندهٔ اینتل، ای‌ام‌دی یا وی‌آی‌ای.
- حداقل ۵۱۲ مگابایت رم که توصیه شده ۱ گیگابایت باشد.
- حداقل سه گیگابایت دیسک سخت و برای یک نصب کامل توصیه می‌شود ۸ تا ۱۰ گیگابایت باشد.
- کارت گرافیک ان‌ویدیا، اینتل، اس‌آی‌اس، متروکس یا وی‌آی‌ای.
- هر کارت صدای سوند بلستر همخوان با ای‌سی۹۷ یا اچ‌دی‌ای. کارت صداهای ایکس-فای کریتیو لبز هم‌اکنون پشتیبانی نمی‌شوند.
- یک درایو سی‌دی (SATA, IDE, SCSI, SAS که بیشتر کنترلرها در وضعیت non-RAID پشتیبانی می‌شوند)